# Định lý về hạng

Mô tả liên hệ giữa hạng và số chiều của hạt nhân

Định lý về hạng (còn gọi là định lý về hạng và số vô hiệu, định lý về số chiều) là một trong những định lý cơ bản của đại số tuyến tính. Định lý phát biểu rằng, đối với một ánh xạ tuyến tính thì tổng của hạng (số chiều của ảnh) và số vô hiệu (số chiều của hạt nhân) bằng số chiều của miền xác định của nó.

## Phát biểu định lý
Cho {\displaystyle V}, {\displaystyle W} là các không gian vectơ, trong đó {\displaystyle V} hữu hạn chiều. Cho {\displaystyle T\colon V\to W} là một biến đổi tuyến tính. Ta có
{\displaystyle \operatorname {Rank} (T)+\operatorname {Nullity} (T)=\dim V},
trong đó Rank là hạng của phép biến đổi, còn Nullity là số vô hiệu tức là số chiều của hạt nhân của phép biến đổi.
{\displaystyle \operatorname {Rank} (T):=\dim(\operatorname {Im} (T))} và {\displaystyle \operatorname {Nullity} (T):=\dim(\operatorname {Ker} (T)).}
Dựa vào bổ đề tách, ta có thể phát biểu định lý này dưới dạng một mệnh đề về sự đẳng cấu giữa các không gian, chứ không chỉ riêng về số chiều của chúng. Một cách rõ ràng, vì ánh xạ T tạo ra một đẳng cấu từ không gian thương {\displaystyle V/\operatorname {Ker} (T)} vào không gian {\displaystyle \operatorname {Im} (T)} nên từ sự tồn tại một cơ sở của V có thể suy ra từ bổ đề tách rằng {\displaystyle \operatorname {Image} (T)\oplus \operatorname {Ker} (T)\cong V}. Chuyển sang số chiều, ta có định lý về hạng.

### Ma trận
Vì {\displaystyle \operatorname {Mat} _{m\times n}(\mathbb {F} )\cong \operatorname {Hom} (\mathbb {F} ^{n},\mathbb {F} ^{m})} nên ta nghĩ ngay đến ma trận khi nói về ánh xạ tuyến tính. Với trường hợp một ma trận {\displaystyle m\times n}, số chiều của miền xác định là {\displaystyle n}, cũng là số cột của ma trận. Vì thế đẳng thức của định lý về hạng đối với một ma trận {\displaystyle M\in \operatorname {Mat} _{m\times n}(\mathbb {F} )} cho trước trở thành
{\displaystyle \operatorname {Rank} (M)+\operatorname {Nullity} (M)=n}.

## Chứng minh
Ở đây trình bày hai chứng minh. Chứng minh đầu tiên là đối với trường hợp tổng quát, sử dụng ánh xạ tuyến tính. Chứng minh thứ hai xét hệ tuyến tính đồng nhất  {\displaystyle \mathbf {Ax} =\mathbf {0} } trong đó ma trận {\displaystyle \mathbf {A} \in \operatorname {Mat} _{m\times n}(\mathbb {F} )} có hạng {\displaystyle r} và chứng tỏ tồn tại một tập hợp gồm đúng {\displaystyle n-r} các nghiệm độc lập tuyến tính và span hạt nhân của {\displaystyle \mathbf {A} }.
Trong khi định lý yêu cầu miền xác định của ánh xạ tuyến tính phải là hữu hạn chiều, đối với miền giá trị lại không có yêu cầu như vậy. Điều này có nghĩa là có những ánh xạ tuyến tính thỏa mãn định lý nhưng không được cho bởi các ma trận. Tuy nhiên, chứng minh thứ nhất thực ra không tổng quát hơn chứng minh thứ hai: bởi vì ảnh của ánh xạ tuyến tính là hữu hạn chiều, chúng ta có thể biểu diễn được ánh xạ đó từ miền xác định vào ảnh bằng một ma trận, sau đó chứng minh định lý đối với ma trận đó, cuối cùng đưa ảnh vào tập đích đầy đủ.

### Chứng minh thứ nhất
Cho {\displaystyle V,W} là các không gian vectơ trên một trường {\displaystyle \mathbb {F} } và biến đổi {\displaystyle T} được định nghĩa như phát biểu của định lý với {\displaystyle \dim V=n}.
Vì {\displaystyle \operatorname {Ker} T\subset V} là một không gian con của {\displaystyle V} nên tồn tại một cơ sở. Giả sử {\displaystyle \dim \operatorname {Ker} T=k} và gọi
{\displaystyle {\mathcal {K}}:=\{v_{1},\ldots ,v_{k}\}\subset \operatorname {Ker} (T)}
là cơ sở của nó. Bây giờ theo bổ đề trao đổi Steinitz ta có thể mở rộng cơ sở {\displaystyle {\mathcal {K}}} bằng cách bổ sung thêm vào {\displaystyle n-k} vectơ độc lập tuyến tính {\displaystyle w_{1},\ldots ,w_{n-k}} để có một cơ sở đầy đủ của {\displaystyle V}. Đặt
{\displaystyle {\mathcal {S}}:=\{w_{1},\ldots ,w_{n-k}\}\subset V\setminus \operatorname {Ker} (T)}
sao cho
{\displaystyle {\mathcal {B}}:={\mathcal {K}}\cup {\mathcal {S}}=\{v_{1},\ldots ,v_{k},w_{1},\ldots ,w_{n-k}\}\subset V}
là một cơ sở của {\displaystyle V}. Từ đây, ta có
{\displaystyle \operatorname {Im} T=\operatorname {Span} T({\mathcal {B}})=\operatorname {Span} \{T(v_{1}),\ldots ,T(v_{k}),T(w_{1}),\ldots ,T(w_{n-k})\}=\operatorname {Span} \{T(w_{1}),\ldots ,T(w_{n-k})\}=\operatorname {Span} T({\mathcal {S}})}.
Ta chứng minh rằng hệ {\displaystyle T({\mathcal {S}})} là một cơ sở của {\displaystyle \operatorname {Im} T}. Từ đẳng thức trên ta có {\displaystyle T({\mathcal {S}})} là hệ sinh của {\displaystyle \operatorname {Im} T}; việc còn lại là chứng tỏ hệ vectơ trên là độc lập tuyến tính để kết luận rằng nó là cơ sở.
Giả sử hệ {\displaystyle T({\mathcal {S}})} không độc lập tuyến tính, và cho rằng
{\displaystyle \sum _{j=1}^{n-k}\alpha _{j}T(w_{j})=0_{W}}
với các {\displaystyle \alpha _{j}\in \mathbb {F} } nào đó.
Do đó, nhờ tính tuyến tính của {\displaystyle T}, từ đây suy ra rằng
{\displaystyle T\left(\sum _{j=1}^{n-k}\alpha _{j}w_{j}\right)=0_{W}\implies \left(\sum _{j=1}^{n-k}\alpha _{j}w_{j}\right)\in \operatorname {Ker} T=\operatorname {Span} {\mathcal {K}}\subset V}.
Điều này mâu thuẫn với {\displaystyle {\mathcal {B}}} là một cơ sở, trừ khi tất cả các hệ số {\displaystyle \alpha _{j}} đều bằng 0. Ta suy ra hệ {\displaystyle T({\mathcal {S}})} phải là độc lập tuyến tính, và hơn nữa hệ này là cơ sở của {\displaystyle \operatorname {Im} T}.
Nói tóm lại, ta có hệ {\displaystyle {\mathcal {K}}} là cơ sở của {\displaystyle \operatorname {Ker} T}, và hệ {\displaystyle T({\mathcal {S}})} là cơ sở của {\displaystyle \operatorname {Im} T}.
Cuối cùng ta có thể khẳng định rằng
{\displaystyle \operatorname {Rank} (T)+\operatorname {Nullity} (T)=\dim \operatorname {Im} T+\dim \operatorname {Ker} T=|T({\mathcal {S}})|+|{\mathcal {K}}|=(n-k)+k=n=\dim V}.
Ta có điều phải chứng minh.

### Chứng minh thứ hai
Cho ma trận {\displaystyle \mathbf {A} \in \operatorname {Mat} _{m\times n}(\mathbb {F} )} với {\displaystyle r} cột độc lập tuyến tính (nói cách khác {\displaystyle \operatorname {Rank} (\mathbf {A} )=r}). Để có định lý ta sẽ chứng tỏ rằng:
1. Tồn tại một tập gồm {\displaystyle n-r} nghiệm độc lập tuyến tính của hệ tuyến tính đồng nhất {\displaystyle \mathbf {Ax} =\mathbf {0} }.
2. Mọi nghiệm khác đều là một tổ hợp tuyến tính của {\displaystyle n-r} nghiệm nói trên.

Để bắt đầu ta sẽ xây dựng một ma trận {\displaystyle \mathbf {X} \in \operatorname {Mat} _{n\times (n-r)}(\mathbb {F} )} với các cột tạo thành một cơ sở cho không gian hạt nhân của {\displaystyle \mathbf {A} }.
Không mất tính tổng quát, giả thiết rằng {\displaystyle r} cột đầu tiên của {\displaystyle \mathbf {A} } là độc lập tuyến tính. Vì vậy ta có thể biểu diễn
{\displaystyle \mathbf {A} ={\begin{pmatrix}\mathbf {A} _{1}&\mathbf {A} _{2}\end{pmatrix}}},
trong đó
{\displaystyle \mathbf {A} _{1}\in \operatorname {Mat} _{m\times r}(\mathbb {F} )} gồm {\displaystyle r} vectơ độc lập tuyến tính, và
{\displaystyle \mathbf {A} _{2}\in \operatorname {Mat} _{m\times (n-r)}(\mathbb {F} )} mỗi cột trong số {\displaystyle n-r} cột của nó là tổ hợp tuyến tính của các cột trong {\displaystyle \mathbf {A} _{1}}.
Điều này có nghĩa là {\displaystyle \mathbf {A} _{2}=\mathbf {A} _{1}\mathbf {B} } với một ma trận {\displaystyle \mathbf {B} \in \operatorname {Mat} _{r\times (n-r)}} (xem bài phân tích hạng) và vì thế,
{\displaystyle \mathbf {A} ={\begin{pmatrix}\mathbf {A} _{1}&\mathbf {A} _{1}\mathbf {B} \end{pmatrix}}}.
Đặt
{\displaystyle \mathbf {X} ={\begin{pmatrix}-\mathbf {B} \\\mathbf {I} _{n-r}\end{pmatrix}}},
trong đó {\displaystyle \mathbf {I} _{n-r}} là ma trận đơn vị {\displaystyle (n-r)\times (n-r)}. Lưu ý rằng {\displaystyle \mathbf {X} \in \operatorname {Mat} _{n\times (n-r)}(\mathbb {F} )} thỏa mãn
{\displaystyle \mathbf {A} \mathbf {X} ={\begin{pmatrix}\mathbf {A} _{1}&\mathbf {A} _{1}\mathbf {B} \end{pmatrix}}{\begin{pmatrix}-\mathbf {B} \\\mathbf {I} _{n-r}\end{pmatrix}}=-\mathbf {A} _{1}\mathbf {B} +\mathbf {A} _{1}\mathbf {B} =\mathbf {0} _{m\times (n-r)}.}
Vì vậy, mỗi cột trong số {\displaystyle n-r} cột của {\displaystyle \mathbf {X} } là các nghiệm của hệ {\displaystyle \mathbf {Ax} =\mathbf {0} _{\mathbb {F} ^{m}}}.
Hơn nữa, {\displaystyle n-r} cột của {\displaystyle \mathbf {X} } là độc lập tuyến tính bởi vì {\displaystyle \mathbf {Xu} =\mathbf {0} _{\mathbb {F} ^{n}}} suy ra {\displaystyle \mathbf {u} =\mathbf {0} _{\mathbb {F} ^{n-r}}} với vectơ {\displaystyle \mathbf {u} \in \mathbb {F} ^{n-r}} gồm các hệ số:
{\displaystyle \mathbf {X} \mathbf {u} =\mathbf {0} _{\mathbb {F} ^{n}}\implies {\begin{pmatrix}-\mathbf {B} \\\mathbf {I} _{n-r}\end{pmatrix}}\mathbf {u} =\mathbf {0} _{\mathbb {F} ^{n}}\implies {\begin{pmatrix}-\mathbf {B} \mathbf {u} \\\mathbf {u} \end{pmatrix}}={\begin{pmatrix}\mathbf {0} _{\mathbb {F} ^{r}}\\\mathbf {0} _{\mathbb {F} ^{n-r}}\end{pmatrix}}\implies \mathbf {u} =\mathbf {0} _{\mathbb {F} ^{n-r}}.}
Vì vậy, các vectơ cột của {\displaystyle \mathbf {X} } tạo thành một tập hợp gồm {\displaystyle n-r} nghiệm độc lập tuyến tính của hệ {\displaystyle \mathbf {Ax} =\mathbf {0} _{\mathbb {F} ^{m}}}.
Tiếp theo, ta sẽ chứng minh một nghiệm bất kỳ của hệ {\displaystyle \mathbf {Ax} =\mathbf {0} _{\mathbb {F} ^{m}}} phải là một tổ hợp tuyến tính của các cột trong {\displaystyle \mathbf {X} }.
Để có điều này, cho
{\displaystyle \mathbf {u} ={\begin{pmatrix}\mathbf {u} _{1}\\\mathbf {u} _{2}\end{pmatrix}}\in \mathbb {F} ^{n}}
là một vectơ bất kỳ sao cho {\displaystyle \mathbf {Au} =\mathbf {0} _{\mathbb {F} ^{m}}}. Lưu ý rằng bởi vì các cột của {\displaystyle \mathbf {A} _{1}} là độc lập tuyến tính nên {\displaystyle \mathbf {A} _{1}\mathbf {x} =\mathbf {0} _{\mathbb {F} ^{m}}} dẫn đến {\displaystyle \mathbf {x} =\mathbf {0} _{\mathbb {F} ^{r}}}.
Vì vậy,
{\displaystyle {\begin{array}{rcl}\mathbf {A} \mathbf {u} &=&\mathbf {0} _{\mathbb {F} ^{m}}\\\implies {\begin{pmatrix}\mathbf {A} _{1}&\mathbf {A} _{1}\mathbf {B} \end{pmatrix}}{\begin{pmatrix}\mathbf {u} _{1}\\\mathbf {u} _{2}\end{pmatrix}}&=&\mathbf {A} _{1}\mathbf {u} _{1}+\mathbf {A} _{1}\mathbf {B} \mathbf {u} _{2}&=&\mathbf {A} _{1}(\mathbf {u} _{1}+\mathbf {B} \mathbf {u} _{2})&=&\mathbf {0} _{\mathbb {F} ^{m}}\\\implies \mathbf {u} _{1}+\mathbf {B} \mathbf {u} _{2}&=&\mathbf {0} _{\mathbb {F} ^{r}}\\\implies \mathbf {u} _{1}&=&-\mathbf {B} \mathbf {u} _{2}\end{array}}}
{\displaystyle \implies \mathbf {u} ={\begin{pmatrix}\mathbf {u} _{1}\\\mathbf {u} _{2}\end{pmatrix}}={\begin{pmatrix}-\mathbf {B} \\\mathbf {I} _{n-r}\end{pmatrix}}\mathbf {u} _{2}=\mathbf {X} \mathbf {u} _{2}.}
Điều này cho thấy một vectơ {\displaystyle \mathbf {u} } là nghiệm của {\displaystyle \mathbf {Ax} =\mathbf {0} } cũng phải là một tổ hợp tuyến tính của {\displaystyle n-r} các nghiệm đặc biệt cho bởi các cột của {\displaystyle \mathbf {X} }. Mà ta đã chứng minh rằng các cột của {\displaystyle \mathbf {X} } là độc lập tuyến tính. Vì thế các cột của {\displaystyle \mathbf {X} } tạo ra một cơ sở cho không gian hạt nhân của ma trận {\displaystyle \mathbf {A} }. Vậy số chiều hạt nhân, hay số vô hiệu của {\displaystyle \mathbf {A} } là {\displaystyle n-r}. Vì {\displaystyle r} bằng hạng của {\displaystyle \mathbf {A} }, ta suy ra {\displaystyle \operatorname {Rank} (\mathbf {A} )+\operatorname {Nullity} (\mathbf {A} )=n}. Đến đây ta kết thúc chứng minh.

## Trích dẫn
1. ↑  Axler (2015) p. 63, §3.22
2. 1 2  Friedberg, Insel & Spence (2014) p. 70, §2.1, Theorem 2.3
3. ↑  Valenza (1993) p. 71, §4.3
4. ↑  Katznelson & Katznelson (2008) p. 52, §2.5.1
5. ↑  Friedberg, Insel & Spence (2014) pp. 103-104, §2.4, Theorem 2.20
6. ↑  Banerjee, Sudipto; Roy, Anindya (2014), Linear Algebra and Matrix Analysis for Statistics, Texts in Statistical Science (ấn bản thứ 1), Chapman and Hall/CRC, ISBN 978-1420095388